# 5 år – som vi så dem
5 år – som vi så dem är en norsk svartvit dokumentärfilm från 1947. Filmen skildrar Norges insats i andra världskriget ur ett norskt perspektiv. Fokus ligger på insatser utanför Norge.